# Monilea incerta
Monilea incerta is een slakkensoort uit de familie van de Trochidae. De wetenschappelijke naam van de soort is voor het eerst geldig gepubliceerd in 1912 door Tom Iredale.